# تشارلز س. دودغ
تشارلز س. دودغ (بالإنجليزية: Charles C. Dodge)‏ هو ضابط أمريكي، ولد في 16 سبتمبر 1841 في بلينفيلد في الولايات المتحدة، وتوفي في 4 نوفمبر 1910 في نيويورك في الولايات المتحدة.